# 加图来信
加图来信（英語：Cato's Letters），是由英国作家约翰·特伦查德和托马斯·戈登所写文集，该文集最初以加图（公元前85-46）为笔名于1720年到1723年出版。加图是朱利叶斯·凯撒的死敌，一位著名的共和主义原则“先祖习俗”的捍卫者。

## 目的
英国共和主义传统中，《加图来信》被视作一部开创性著作。书中的144篇书信最初刊载于《伦敦日报》，稍后刊载于《英国日报》，谴责英国政治体系中的腐败和德性缺失，并警告反抗暴政。

## 出版

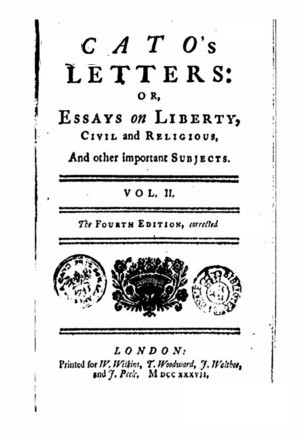
最初出版封面

这些文章结集，并以《自由、公民和宗教论文集》为名而出版。到1755年本书再版六次，足以证明其影响力。
一代人后，他们的观点极大地影响到美国革命的理念；据彼得·卡斯滕的著作《英美爱国主义英雄》，《加图来信》是美国国父们书架上最常见的书目。

## 后来的无关对照使用
加图亦被牧师威廉·史密斯用作笔名，他是在费城最有影响力的传教士，在1776年4月《宾夕法尼亚公报》上，他以此笔名发表了一些列反对美国独立的文章。
稍后在1787到1788年，有人以加图为笔名，在《纽约日报》上发表一些列文章，反对詹姆斯·麦迪逊的观点，并敦促大家不要批准美国宪法。很多历史学家认为这些文章是乔治·克林顿所写，但其作者身份并未得到明确证实。这些书信同特伦查德和戈登的《加图来信》无任何关系。

## 影响
这些书信都是从波士顿寄往萨凡纳。著名历史学家克林顿·罗西特谈到，“任何人只要稍费一点时间阅读下报纸、图书馆借阅记录和北美殖民地时期小册子便会意识到，在殖民地时期是《加图来信》而非约翰·洛克的《政府论》两篇，是最流行、最常被引用、最受敬重的政治思想来源”。
一家位于华盛顿的智库，加图研究所，由爱德华·H·奎恩出资筹建，其名字便得自于《加图来信》。